# جيمس همفريز
جيمس همفريز (بالإنجليزية: James Humphreys) هو سياسي أمريكي، ولد في 15 يناير 1748، وتوفي في 2 فبراير 1810. انتخب عضو مجلس نواب نوفا سكوتيا.